# FDTD
FDTD est l'acronyme de l'expression anglaise Finite Difference Time Domain. C'est une méthode de calcul de différences finies dans le domaine temporel, qui permet de résoudre des équations différentielles dépendantes du temps. Cette méthode est couramment utilisée en électromagnétisme pour résoudre les équations de Maxwell.
Cette méthode a été proposée par Kane S. Yee en 1966.